# Champdôtre
Champdôtre és un municipi francès, situat al departament de la Costa d'Or i a la regió de Borgonya - Franc Comtat. L'any 2007 tenia 540 habitants.

## Demografia

### Població
El 2007 la població de fet de Champdôtre era de 540 persones. Hi havia 204 famílies, de les quals 52 eren unipersonals (32 homes vivint sols i 20 dones vivint soles), 64 parelles sense fills, 84 parelles amb fills i 4 famílies monoparentals amb fills.
La població ha evolucionat segons el següent gràfic:
Habitants censats

### Habitatges
El 2007 hi havia 239 habitatges, 212 eren l'habitatge principal de la família, 14 eren segones residències i 12 estaven desocupats. 237 eren cases i 1 era un apartament. Dels 212 habitatges principals, 187 estaven ocupats pels seus propietaris, 21 estaven llogats i ocupats pels llogaters i 4 estaven cedits a títol gratuït; 5 tenien dues cambres, 25 en tenien tres, 56 en tenien quatre i 126 en tenien cinc o més. 165 habitatges disposaven pel capbaix d'una plaça de pàrquing. A 86 habitatges hi havia un automòbil i a 108 n'hi havia dos o més.

### Piràmide de població
La piràmide de població per edats i sexe el 2009 era:
| Homes | Edats   | Dones |
| ----- | ------- | ----- |
| 0     | 95 o +  | 0     |
| 0     | 90 a 94 | 0     |
| 0     | 85 a 89 | 0     |
| 0     | 80 a 84 | 0     |
| 8     | 75 a 79 | 12    |
| 16    | 70 a 74 | 12    |
| 20    | 65 a 69 | 12    |
| 12    | 60 a 64 | 24    |
| 16    | 55 a 59 | 0     |
| 4     | 50 a 54 | 8     |
| 24    | 45 a 49 | 24    |
| 24    | 40 a 44 | 16    |
| 28    | 35 a 39 | 12    |
| 28    | 30 a 34 | 28    |
| 16    | 25 a 29 | 24    |
| 8     | 20 a 24 | 4     |
| 24    | 15 a 19 | 20    |
| 0     | 10 a 14 | 24    |
| 24    | 5 a 9   | 24    |
| 40    | 0 a 4   | 8     |

## Economia
El 2007 la població en edat de treballar era de 359 persones, 264 eren actives i 95 eren inactives. De les 264 persones actives 241 estaven ocupades (132 homes i 109 dones) i 23 estaven aturades (12 homes i 11 dones). De les 95 persones inactives 34 estaven jubilades, 31 estaven estudiant i 30 estaven classificades com a «altres inactius».

### Ingressos
El 2009 a Champdôtre hi havia 222 unitats fiscals que integraven 588,5 persones, la mediana anual d'ingressos fiscals per persona era de 18.179 €.

### Activitats econòmiques
Dels 18 establiments que hi havia el 2007, 1 era d'una empresa alimentària, 1 d'una empresa de coc i refinatge, 1 d'una empresa de fabricació d'altres productes industrials, 4 d'empreses de construcció, 2 d'empreses de comerç i reparació d'automòbils, 1 d'una empresa d'hostatgeria i restauració, 3 d'empreses immobiliàries, 4 d'empreses de serveis i 1 d'una empresa classificada com a «altres activitats de serveis».
Dels 4 establiments de servei als particulars que hi havia el 2009, 1 era una funerària, 1 fusteria, 1 electricista i 1 restaurant.
L'any 2000 a Champdôtre hi havia 10 explotacions agrícoles que ocupaven un total de 1.170 hectàrees.

## Equipaments sanitaris i escolars
El 2009 hi havia 1 escola maternal i 1 escola elemental.

## Poblacions més properes
El següent diagrama mostra les poblacions més properes.